# Marie-Thérèse Orain
Marie-Thérèse Orain (Clermont-Ferrand, 13 februari 1935) is een Franse (opera)zangeres, actrice en stemactrice.

## Discografie
In 1969 nam ze een EP op, Les Quat'Saisons. Ook bracht ze een nummer uit 1974 genaamd La Bergère Et Le Ramoneur. In 2015 nam ze haar eerste album op, Intacte.

## Filmografie

### Films
| Jaar | Titel                                                                                                  | Rol                    |
| ---- | --- | ---------------------- |
| 1959 | Voulez-vous danser avec moi?                                                                           | Mathilde               |
| 1960 | Tendre et violente Elisabeth                                                                           | N/A                    |
| 1960 | La française et l'amour                                                                                | Ginette"s friend       |
| 1961 | Le pavé de Paris                                                                                       | N/A                    |
| 1976 | Un éléphant ça trompe énormément                                                                       | N/A                    |
| 1977 | Ne me touchez pas...                                                                                   | N/A                    |
| 1979 | La frisée aux lardons                                                                                  | Thérèse                |
| 1979 | Le mors aux dents                                                                                      | Mme Maud               |
| 1980 | Tout dépend des filles...                                                                              | Léone                  |
| 1980 | Les Sous-doués                                                                                         | Marthe                 |
| 1980 | Mais qu'est-ce que j'ai fait au Bon Dieu pour avoir une femme qui boit dans les cafés avec les hommes? | La directrice d'école  |
| 1981 | Le boulanger de Suresnes                                                                               | N/A                    |
| 1983 | Un manteau de chinchilla                                                                               | Mme Poilpot            |
| 1983 | Par ordre du Roy                                                                                       | La tante de Mme Tiquet |
| 1983 | La veuve joyeuse                                                                                       | Praskovia              |
| 1984 | Comment draguer tous les mecs                                                                          | N/A                    |
| 1985 | Le deuxième couteau                                                                                    | La dame pipi           |
| 1987 | Poussière d'ange                                                                                       | Madame Menange         |
| 1988 | La petite voleuse                                                                                      | La directrice Pigier   |
| 1989 | Mes meilleurs copains                                                                                  | N/A                    |
| 1990 | Manon Lescaut                                                                                          | Madame Bancelin        |
| 1992 | Amour et chocolat                                                                                      | N/A                    |
| 1995 | L'enfant en héritage                                                                                   | Secrétaire de Sweeney  |
| 1999 | La jeune fille et la tortue                                                                            | The turtle             |
| 2018 | Song of the lovers                                                                                     | Aneth                  |

### Series
| Jaar | Titel                      | Rol            | Opmerkingen    |
| ---- | -------------------------- | -------------- | -------------- |
| 1976 | Adios                      | Lily Park      | 1 aflevering   |
| 1978 | Au théâtre ce soir         | Mme Monjambier | 1 aflevering   |
| 1981 | Julien Fontanes, magistrat | Charlotte      | 1 aflevering   |
| 1985 | Châteauvallon              | N/A            | 8 afleveringen |
| 1989 | Cinéma 16                  | Carmen         | 1 aflevering   |
| 1990 | The Phantom of the Opera   | Madame Giry    | 2 afleveringen |
| 1991 | Cas de divorce             | Jeanne Rivière | 1 aflevering   |
| 1991 | Le gang des tractions      | N/A            | 1 aflevering   |
| 2012 | Profilage                  | Madame Vanec   | 1 aflevering   |

### Franse nasynchronisatie
| Jaar | Titel         | Rol                  |
| ---- | ------------- | -------------------- |
| 1998 | Mulan         | Grand-mère Fa (zang) |
| 2006 | The Ant Bully | Mommo                |